# Ilýa Tamurkin
Ilýa Tamurkin (ur. 9 maja 1989) – turkmeński piłkarz grający na pozycji pomocnika. Jest wychowankiem klubu Merw FK.

## Kariera piłkarska
Swoją karierę piłkarską Tamurkin rozpoczął w klubie Merw FK, w którym w 2010 roku zadebiutował w pierwszej lidze turkmeńskiej. W 2012 roku wywalczył z nim wicemistrzostwo kraju.

## Kariera reprezentacyjna
W reprezentacji Turkmenistanu Tamurkin zadebiutował 22 maja 2014 w przegranym 1:3 meczu eliminacji do Pucharu Azji 2015 z Afganistanem. W 2019 roku powołano go do kadry na Puchar Azji.